# Gwennyn
Pour les articles homonymes, voir Louarn.
Gwennyn, née Gwennyn Louarn le 27 juin 1974 à Rennes, est une auteure-compositrice-interprète en langues bretonne, française et anglaise. Elle développe des compositions rythmées, à la fois d'inspirations traditionnelle et moderne. 
En Bretagne, elle a joué dans les plus grands festivals : Les Vieilles Charrues, Les Tombées de la nuit, Le Cornouaille, L’Interceltique de Lorient, Kann al Loar, Chant de Marins de Paimpol, Saint-Loup, Mouezh ar Gelted, Îlophone à Ouessant… Elle se produit régulièrement à l'étranger (Allemagne, Espagne, Portugal, etc.). Elle est devenue l'une des ambassadrices de la chanson bretonne contemporaine et de la musique pop-rock celtique.

## Biographie

### Vie privée
Gwennyn Louarn, née le 27 juin 1974 à Rennes, est la fille de l'auteur de bandes dessinées Malo Louarn. D'ailleurs, Gwennyn est le prénom qu'il donne à sa première héroïne dont les aventures sont publiées dans Spirou. D'une mère bretonnante, elle est ainsi élevée en langue bretonne et inscrite parmi les premiers élèves de l'école Diwan de Rennes cofondée par son oncle Tangi Louarn. Sa langue maternelle étant le breton, elle n'apprend le français qu'à quatre ou cinq ans. Elle commence à chanter pendant sa scolarité. Dès 1986, elle est lauréate du Kan ar Bobl de Rennes où elle concourt avec sa sœur.
À l'âge de treize ans, lorsque sa mère, Françoise Louarn, fonctionnaire à la DRAF à Rennes, décide de reprendre la ferme de ses parents, elle part habiter à Argol, en presqu'île de Crozon. Lycéenne à Châteaulin, Gwennyn continue de chanter et meuble son adolescence d'une longue lignée de concerts et de concours. Après son baccalauréat, elle reprend le chemin de l'Ille-et-Vilaine : à l'Université de Rennes 2, elle s'inscrit conjointement dans les sections d'Histoire-géographie et de Breton et Celtique, les quatre disciplines lui apparaissant complémentaires.

### Premières expériences musicales

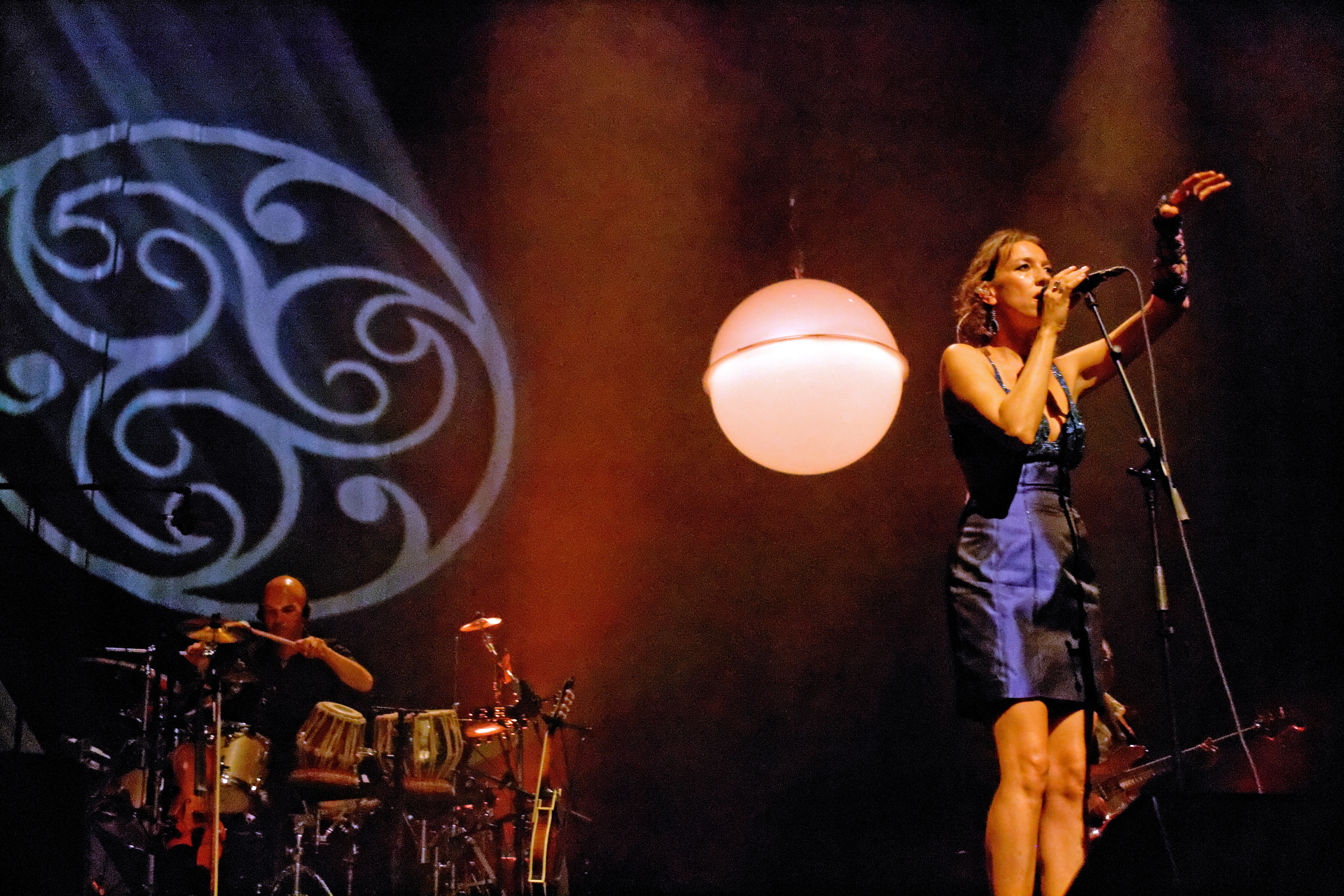
Gwennyn multiplie les expériences autour de la culture bretonne durant la nouvelle « vague celtique ».

Elle fréquente La Cité d'Ys, rue Vasselot, repaire de musiciens et d'amateurs de musiques de Bretagne. Elle est proche de nombreux musiciens (Ronan Pellen, Loïc Bléjean) et de chanteurs de kan ha diskan. Membre du mouvement étudiant Dazont (en breton l'avenir), elle est passionnée par la question bretonne, qui lui semble alors plus que jamais porteuse dans l'engouement celtique des années 1990 et prometteuse d'un bel avenir.
En 2000, Alan Stivell l'invite à chanter en duo sur deux titres de son album Back to Breizh ainsi qu'au festival des Vieilles Charrues devant 40 000 festivaliers et aux Tombées de la nuit à Rennes. Le succès de ces expériences l'incite à réaliser ses propres projets. En 2002, elle remporte le 2e prix Création du Kan ar Bobl. C'est en 2003 qu'elle démarre réellement sa carrière sur scène entourée de musiciens, dont le guitariste blues-rock Fred Runarvot, avec qui elle compose un répertoire personnel, et assure notamment la première partie de Carlos Nuñez à Bénodet et de Gilles Servat. Elle collabore ensuite avec le bassiste, compositeur et arrangeur Yann Honoré pour son futur album.

### Prix Produit en Bretagne et succès de l'autre côté de la Manche

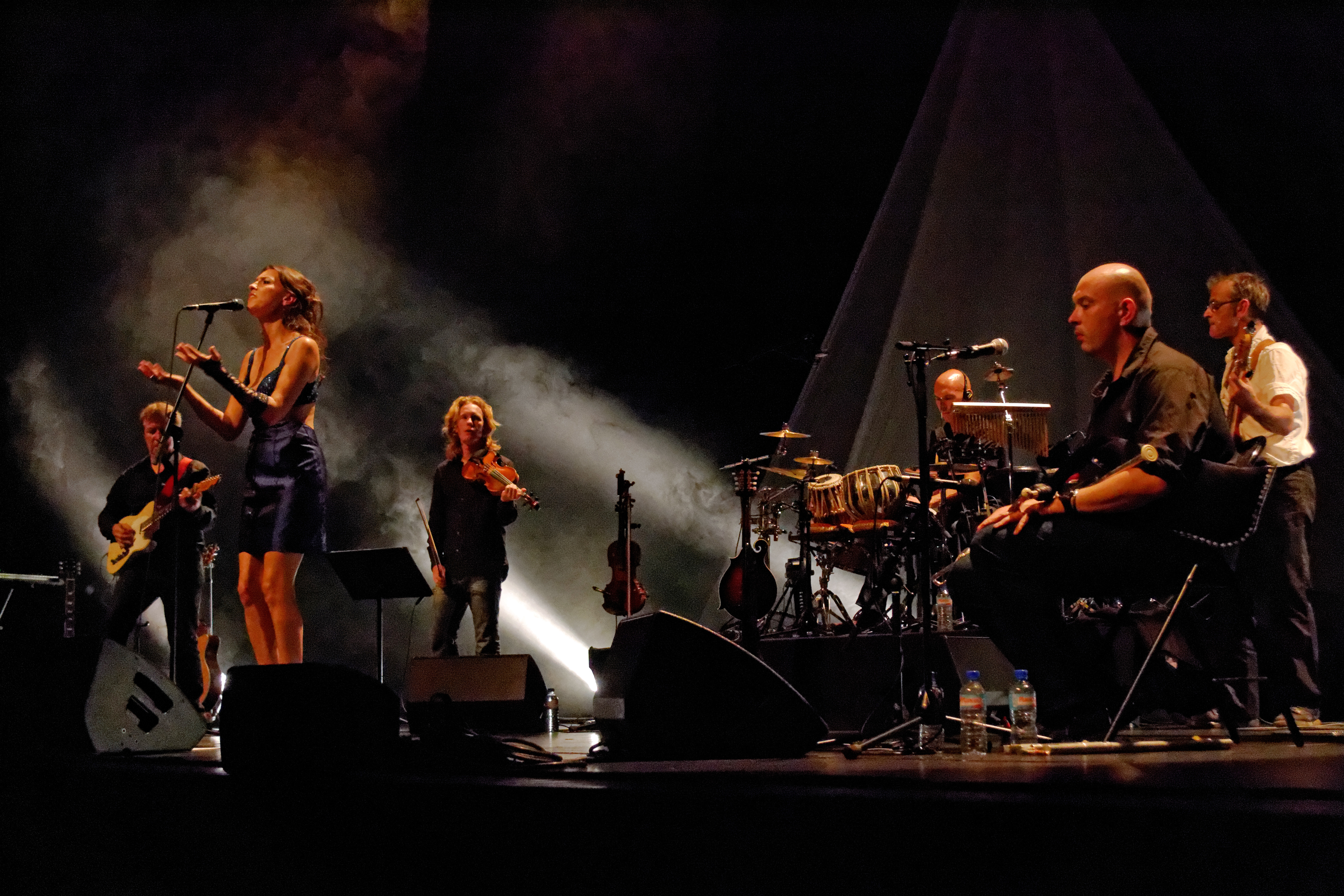
Gwennyn s'entoure des sonorités du violon et des cornemuses, notamment du uilleann pipes.

Son premier album, En tu all (« De l'autre côté »), sort en 2006 chez Coop Breizh. Elle signe la plupart des paroles et musiques, s'affirmant ainsi comme auteure-compositrice-interprète. Elle reprend les poèmes Marv an evned (La Mort des oiseaux), de Maodez Glanndour, et An alc'hwez aour (La clé d'or), d'Anjela Duval. Elle évoque sa vie de jeune femme, l'évasion, une sensibilité à travers sa voix et une force. Ses interrogations sur le monde sont universelles et actuelles. Sa Bretagne est source d'imaginaire et de voyage par l'océan. Cet album aux chansons accrocheuses, réalisé par Yann Honoré (Glaz), obtient le Prix Produit en Bretagne dans la catégorie Jeune artiste en 2007. Gwennyn accomplit un véritable tro Breizh, se produisant au festival de Cornouaille, à l'Interceltique de Lorient, au Kann Al Loar de Landerneau, aux Tombées de la nuit de Rennes et aux Chants de marins de Paimpol. Patrice Marzin vient renforcer l'équipe des musiciens et donne une touche très rock à l'ensemble.
Avec la chanson Bugale Belfast (« Les enfants de Belfast »), particulièrement entraînante, elle remporte le prix du public du concours interceltique d'Inverness Nòs Ùr, en Écosse (festival du chant des minorités) en juin 2008. Ce succès lui ouvre les portes de la représentation de la Bretagne et des pays celtiques en octobre lors de la finale du chant en langues minoritaires à Luléa en Laponie suédoise où elle obtient une deuxième place,. Ses créations bretonnes vont jusqu'aux tenues brodées de scène, œuvres de Pascal Jaouen et Patrice Marzin habille ses textes et ses mélodies qui composeront Mammenn.

### Ouverture à la langue française et succès outre-Rhin

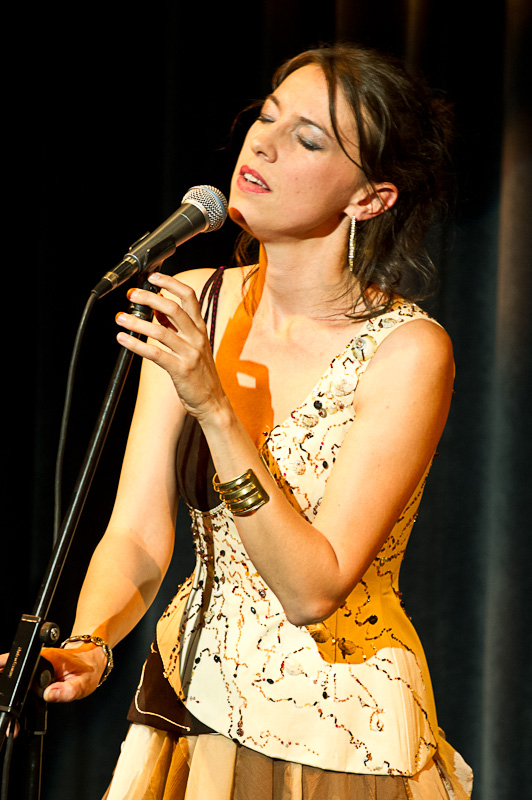
Gwennyn en concert à Douarnenez en 2012.

À son retour, elle entre au studio du Chapeau Rouge à Quimper pour enregistrer son deuxième album. Mammenn (« Matrice »), réalisé par Patrice Marzin, sort en mai 2009 chez Keltia Musique. Elle cosigne les onze titres avec Patrice Marzin, portés par le dynamique We can plinn qui est en rapport avec l'élection d'Obama, une énergie constructive de la musique Plinn pour une démarche positive tournée vers l'avenir. Il contient aussi des émouvantes reprises des poèmes Daouarn ma zad (Les mains de mon père) de Naïg Rozmor et d'An evned (Les oiseaux) du poète Maodez Glanndour, qu'elle met en musique. Son équipe de musiciens comprend Patrice Marzin aux guitares, Philippe Turbin aux claviers et accordéon, Patrick Boileau à la batterie, Stéphane Rama à la basse, Pierre Bloch au violon et Mikaël Cozien à la cornemuse. Les frères Guichen participent également à l'enregistrement sur 4 pistes.
Avec son opus intitulé Kan an tevenn (« Le Chant de la dune ») sorti en novembre 2011, Gwennyn remporte le grand prix du disque du Télégramme le 9 février 2012 et succède à Nolwenn Leroy. Il comporte pour la première fois cinq titres en français dont l'un lui a été écrit par Gérard Manset (On dit le temps) et deux autres par la harpiste Christine Merienne. Le poème Gwenved (Paradis) de Kenneth White est mis en musique. Sont invités sur l'album les guitaristes Soïg Sibéril et David Starosta, le percussionniste David Hopi Hopkins et Jean-Luc Aimé aux programmations.
Brezhoneg.come est le titre phare, bénéficiant d'un clip et d'interprétations sur les plateaux télévisés comme l'émission Bali Breizh sur France 3 Bretagne ou la chaîne régionale Tébéo. Pour l'album Kan An Tevenn, elle est accompagnée régulièrement sur scène, sous la direction du guitariste-compositeur-arrangeur Patrice Marzin, du joueur de uilleann pipes Kévin Camus (également musicien de Nolwenn Leroy) et du bassiste Manu Le Roy : deux des musiciens ayant également participé à l'enregistrement du disque. Avec ses musiciens, elle part régulièrement en Allemagne depuis 2009 en quatuor (guitare, chant, basse, uilleann pipe) puis deux fois par an depuis 2012 (Nuremberg, Munich, Hanovre, Hambourg).

### 7 albums et de nombreuses collaborations
En 2012, distinguée pour son album Kan an tevenn, elle est remarquée par certains artistes, notamment par Nolwenn Leroy, qui la sollicite en tant qu’auteure du texte Ahès sur son album Ô filles de l'eau ou encore par les Marins d'Iroise pour interpréter La Fille de Recouvrance sur l'album La Belle Aventure.

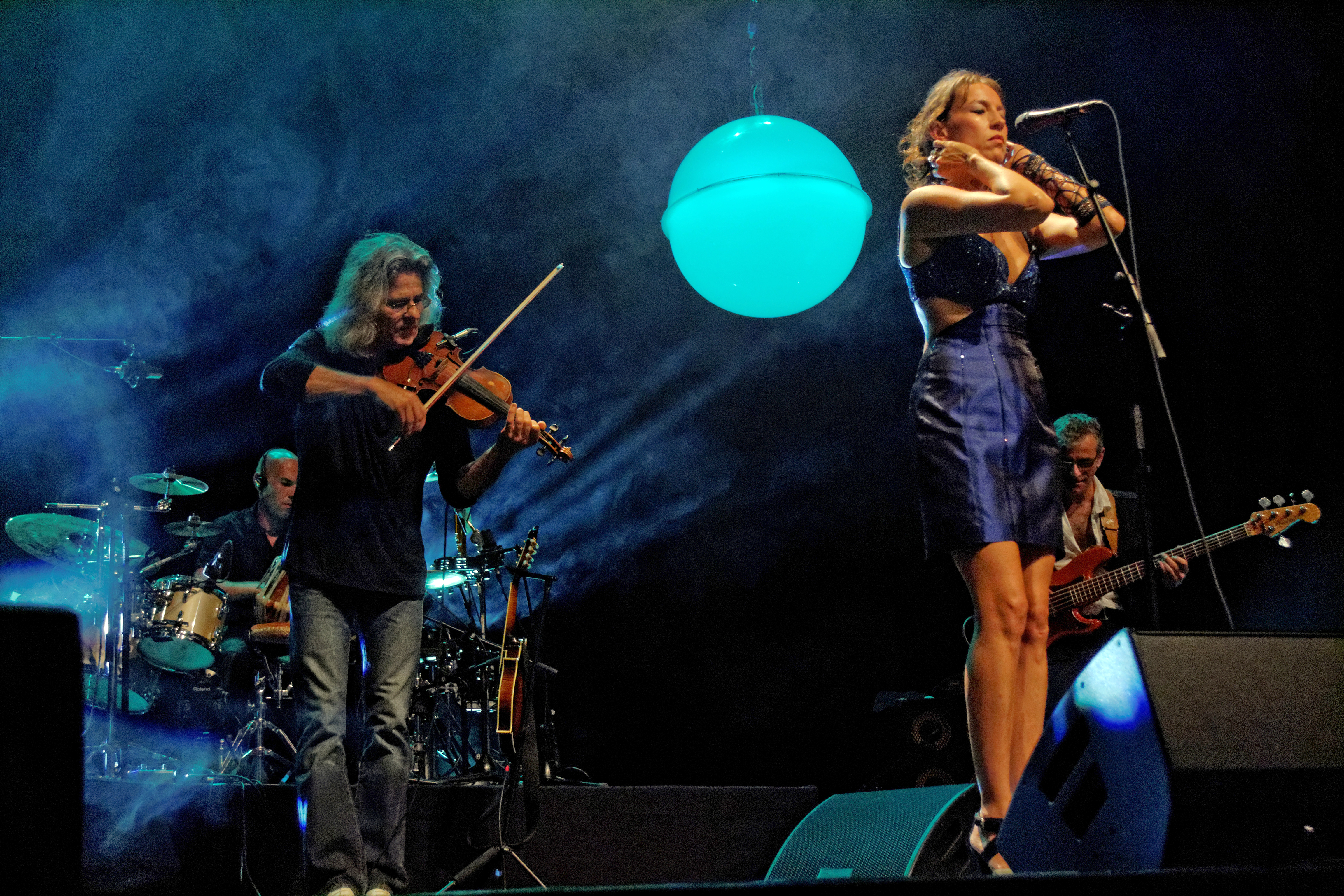
Pour son projet B e o, elle convie des invités sur disque et sur scène, comme Robert Le Gall (à gauche).

Le 16 octobre 2013, elle se produit en première partie du groupe Corse Arapa à l'Olympia (Paris) et elle participe à un concert organisé par les Bretons de Verneuil (Yvelines) le 19 octobre.
Son quatrième album, Beo (en breton « Vivant », vive en langues celtiques) sort le 2 novembre 2013 chez Coop Breizh. Le single Tristan et Yseult est dévoilé le 15 octobre 2013, accompagné d'un clip en 2014. L'artiste écrit des chansons en breton, français, anglais, « habitées de mélancolie, de rêverie, d'interrogations et d'espoirs » et s’appuie sur le talent d'auteurs d'expression française mais sensibles à son univers : Gérard Manset (Deux voiles blanches), Cristine Mérienne (La Cavalière) ainsi que Gilles Baudry, moine poète à l'abbaye de Landévennec (Matin des arbres). Elle co-compose la musique, avec la participation en invités de Robert Le Gall (violon, mandoline), Jamie McMenemy (bouzouki), Yoann An Nedellec (duduk), Cédric Le Bozec (bagpipes), Erwan Stephan (piano). Plus électro-pop, se rapprochant du new age par les claviers et programmations de Patrice Marzin, les chansons s'inspirent néanmoins du répertoire traditionnel : Teir askell (cantiques bretons), Let the storm (jig), Beo (kan ha diskan).
Sur scène, elle est habillée d'une nouvelle création signée Pascal Jaouen qui s'est inspiré de l’univers de l’album. Elle interprète l'hymne breton lors de la manifestation pour la réunification de la Bretagne à Nantes le 27 septembre 2014, entourée d'Alan Stivell, Gilles Servat, Clarisse Lavanant, puis lors du derby de football opposant Rennes à Lorient le 7 novembre 2014. Elle retourne chanter en Allemagne fin octobre 2014.
Son 5e album Avalon, du nom de l'île merveilleuse, sort le 18 novembre 2016, comprenant une reprise du célèbre Avalon de Roxy Music. Les chansons s'inspirent de la légende arthurienne et de contes issus des collectages en Bretagne. Pour la première fois, Gwennyn reprend dans un album des traditionnels bretons : Son ar chistr, An Aotrou Nann hag ar Gorrigan, les gwerzioù Eliz Iza et An hini a garan. Dans le cadre de la fête de la Bretagne 2017, elle est invitée d'honneur des associations de Bretons de Singapour et du Viêtnam.
Sa veine bretonne, très pop actuelle emporte le grand public qui la plébiscite déjà sur les plus belles scènes de Bretagne, mais aussi en Europe (Espagne, Suisse, Allemagne et Autriche) puis en Asie. Son clip Bravig est vu plus de 350 000 fois en quelques mois. 
Parallèlement, le projet de disque collectif BREIZH EO MA BRO sort chez Sony Music en juin 2017 dans lequel elle chante deux titres et adapte un texte du chanteur Raphaël en breton, lui ouvre les portes de France 2 (clip, spots pub et émission de télévision Les Copains d’abord vu plus de 1,4 million de fois sur YouTube).
En novembre 2020, Gwennyn sort en production avec COOP BREIZH un best of intitulé New Andro – Best Of qui rassemblent 18 titres dont 2 titres inédits fin 2018 et marque une petite pause à sa carrière naissante, toutefois jalonnée d’une centaine de concerts en France et à travers toute l’Europe (Allemagne, Suisse, Brésil, Belgique, Espagne, etc.).
Un sixième album studio, écrit et enregistré durant l’année 2020 avec un invité de marque : le BAGAD DE LANN BIHOUE est baptisé « Immram » Odyssée. Il sort le 7 mai 2021, sur France 2 dans l’émission musicale « BASIC ». 2 clips sont sortis dans la foulée « Me ivez » et « Bleunioù pop up » en ligne sur YouTube. Un passage sur la chaîne nationale brésilienne REDE TV (40 millions de téléspectateurs) à la suite du concert de Sao Paolo au Brésil en novembre 2021. Ayant repris sa tournée en mars 2022, Gwennyn est en concert avec le Bagad de Lann-Bihoué à Ploemeur le 26 mars et programmée aux Francofolies le 16 juillet 2022.

## Discographie

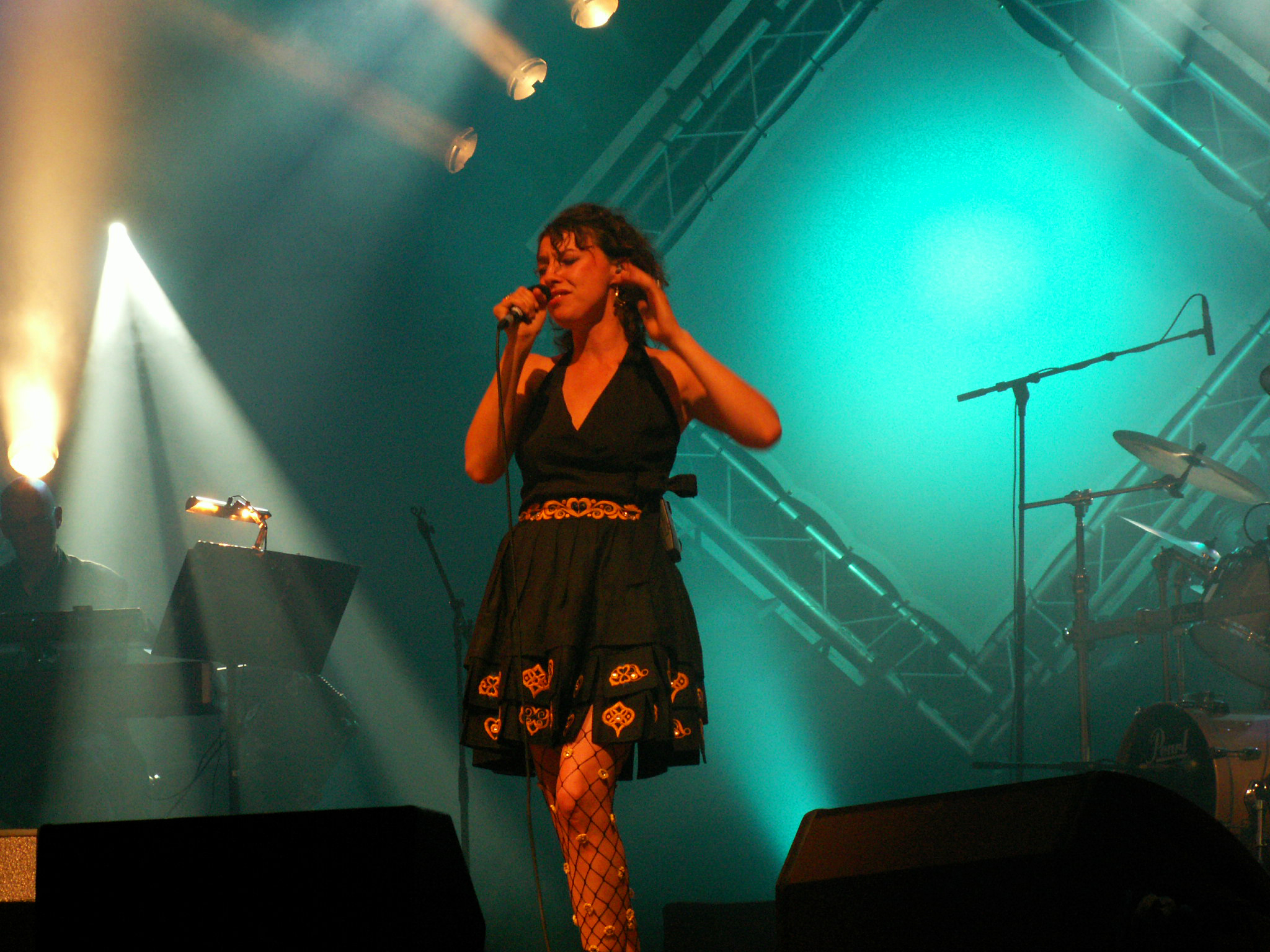
Gwennyn en première partie de Denez Prigent au Festival de Cornouaille en 2007

### Participations
- 2000 : Back to Breizh d'Alan Stivell (interprète Rêves et Iroise)
- 2012 : Femmes de Bretagne, Collectif : Gwennyn, Clarisse Lavanant, C. Corbel, E. Lehtela, Gayane, V. Autret, M. Desbordes (interprète le titre éponyme Femmes de Bretagne avec les autres chanteuses)
- 2012 : La Belle Aventure des Marins d'Iroise (interprète La Fille de Recouvrance)
- 2012 : Ô filles de l'eau de Nolwenn Leroy (auteure des paroles en breton de Ahès)
- 2017 : Breizh eo ma bro !, collectif (interprète Sur les quais de Dublin en solo, Son ar Chistr avec Tri Yann et Bro gozh ma zadoù en collégiale, traduit Port Coton en breton pour Raphael)

### Clips
| Année | Titre                  | Réalisation         | M/V  |
| ----- | ---------------------- | ------------------- | ---- |
| 2010  | We Can Plinn           | Jérôme Classe       | Lien |
| 2010  | The Child and The Tree | Jérôme Classe       | Lien |
| 2011  | Brezhoneg.com          | Youenn Chapalain    | Lien |
| 2014  | Tristan et Yseult      | Christophe Gstalder | Lien |
| 2015  | Kan ar Bed             | Christophe Gstalder | Lien |
| 2015  | Madres                 | Jérôme Classe       | Lien |
| 2017  | Bravig                 | Jérôme Classe       | Lien |

## Récompenses
- 2002 : Kan ar Bobl (prix création)
- 2007 : Grand prix du disque Produit en Bretagne (jeune artiste)
- 2008 : Nòs Ùr, Écosse (prix du public)
- 2008 : Liet Lavlut, Suède (deuxième place)
- 2012 : grand prix du disque du Télégramme 2011 (lauréate)